# SLC35B2
SLC35B2 (англ. Solute carrier family 35 member B2) – білок, який кодується однойменним геном, розташованим у людей на короткому плечі 6-ї хромосоми. Довжина поліпептидного ланцюга білка становить 432 амінокислот, а молекулярна маса — 47 515.
| 10         |  | 20         |  | 30         |  | 40         |  | 50         |
| ---------- |  | ---------- |  | ---------- |  | ---------- |  | ---------- |
| MDARWWAVVV |  | LAAFPSLGAG |  | GETPEAPPES |  | WTQLWFFRFV |  | VNAAGYASFM |
| VPGYLLVQYF |  | RRKNYLETGR |  | GLCFPLVKAC |  | VFGNEPKASD |  | EVPLAPRTEA |
| AETTPMWQAL |  | KLLFCATGLQ |  | VSYLTWGVLQ |  | ERVMTRSYGA |  | TATSPGERFT |
| DSQFLVLMNR |  | VLALIVAGLS |  | CVLCKQPRHG |  | APMYRYSFAS |  | LSNVLSSWCQ |
| YEALKFVSFP |  | TQVLAKASKV |  | IPVMLMGKLV |  | SRRSYEHWEY |  | LTATLISIGV |
| SMFLLSSGPE |  | PRSSPATTLS |  | GLILLAGYIA |  | FDSFTSNWQD |  | ALFAYKMSSV |
| QMMFGVNFFS |  | CLFTVGSLLE |  | QGALLEGTRF |  | MGRHSEFAAH |  | ALLLSICSAC |
| GQLFIFYTIG |  | QFGAAVFTII |  | MTLRQAFAIL |  | LSCLLYGHTV |  | TVVGGLGVAV |
| VFAALLLRVY |  | ARGRLKQRGK |  | KAVPVESPVQ |  | KV         |  |            |

A: Аланін

C: Цистеїн

D: Аспарагінова кислота

E: Глутамінова кислота

F: Фенілаланін

G: Гліцин

H: Гістидин

I: Ізолейцин

K: Лізин

L: Лейцин

M: Метіонін

N: Аспарагін

P: Пролін

Q: Глутамін

R: Аргінін

S: Серин

T: Треонін

V: Валін

W: Триптофан

Кодований геном білок за функцією належить до фосфопротеїнів. 
Задіяний у таких біологічних процесах, як транспорт, альтернативний сплайсинг. 
Локалізований у мембрані, апараті гольджі.